# Нейропептиды
Нейропепти́ды — пептиды, образующиеся в центральной или периферической нервной системе и регулирующие физиологические функции организма человека и животных.

## Строение
Нейропептиды содержат от 2 до 50—60 аминокислотных остатков. Более крупные полипептиды со схожей функцией относят к регуляторным белкам. Большинство нейропептидов имеет линейную структуру, но встречаются среди них и кольцевые молекулы (например, соматостатин). Циклизация осуществляется путём образования дисульфидных связей между остатками цистеина, находящихся на разных концах пептида.

## Синтез
В начале на рибосомах синтезируются более длинные полипептидные цепи — предшественники. Они обязательно начинаются с сигнальной последовательности, которая необходима для проникновения полипептида во внутреннее пространство эндоплазматической сети. Далее белки-предшественники транспортируются в мембранных пузырьках к нервным окончаниям и расщепляются протеазами в определенных местах.
Нередко при этом высвобождается сразу несколько активных пептидов. В промежуточной доле гипофиза при расщеплении единого белка-предшественника проопиомеланокортина образуются, в зависимости от способа протеолиза,
- типичные гормоны (МСГ, липотропин и АКТГ), которые являются также нейромодуляторами;
- пептиды с исключительно нейромодуляторной функцией (эндорфины и близкий им мет-энкефалин).

Готовые нейромодуляторы выделяются в синаптическую щель или окружающее межклеточное пространство. В синаптической щели и в нервных окончаниях нейропептиды могут подвергаться дальнейшему протеолизу. Часто при этом образуются новые нейропетиды — с похожей или даже совсем иной активностью. Например, при протеолизе β-липотропина могут появляться МСГ, мет-энкефалин и разные эндорфины, а при протеолизе β-эндорфина α- и γ-эндорфины.

## Действие
Несмотря на возможность протеолиза, нейропептиды, в отличие от типичных нейромедиаторов, существуют в организме относительно долго (часы). Это позволяет им достигать достаточно удаленных синапсов и длительное время оказывать на них своё действие. При этом нередко на одну и ту же мишень действуют сразу несколько нейропептидов, а один и тот же нейропептид — сразу на несколько мишеней. Благодаря этому могут создаваться различные комбинации модуляторов и клеток мишеней. Каждой комбинации соответствует определенное функциональное состояние нервной системы и организма в целом. Причём, в силу многочисленности нейропептидов, все эти состояния образуют как бы непрерывное множество — так называемый функциональный континуум, где одно состояние плавно переходит в другое.
В этом, как считают, и состоит биологический смысл существования такого большого количества нейромодуляторов.

## Классификация
По своей функции, месту синтеза и структуре все нейропептиды, включая медиаторы и гормоны, подразделяются на 18 семейств. В некоторых из этих семейств по 20-30 различных нейропептидов. Эти вещества отнесены к нейропептидам потому, что все они образуются также определенными нейронами головного мозга или (как эндорфины) в гипофизе. И, выступая затем в качестве нейромодуляторов, оказывают то или иное нейротропное или даже психотропное действие.

## Примеры
Эффекты некоторых нейропептидов на нервную деятельность приведены в таблице.
|               | Природа                        | Действие |
| ------------- | ------------------------------ | --- |
| мет-Энкефалин | 5 остатков аминокислот         | Кратковременное обезболивающее действие |
| β-эндорфин    | 30 остатков АК                 | 1. Морфиноподобные эффекты: - обезболивание, - возникновения чувства удовлетворения. - снижение других эмоций. 2. Важный периферический эффект: - мощная стимуляция NK-клеток |
| γ-эндорфины   | Первые 17 остатков β-эндорфина | Нейролептическое действие (торможение эмоциональной сферы). Обезболивающий эффект выражен слабо.                                                                              |
| α-эндорфин    | Первые 16 остатков β-эндорфина | Психостимулирующее: - стимуляция эмоций, - увеличение моторной активности |

Всего в данном семействе — свыше 30 пептидов. В организме могут также образовываться и непептидные опиоиды (то есть вещества. действующие на опиоидные рецепторы): сальсолинол и карболины (особенно при алкоголизме), и даже классические наркотические средства (кодеин и морфин), причём вне связи с употреблением наркотиков. Место синтеза этих веществ пока не известно.
Представители других семейств
|                   | Природа                            | Действие |
| ----------------- | ---------------------------------- | --- |
| Вазопрессин       | Циклические нонапептиды            | Способствует формированию долгосрочной памяти                                                                      |
| Окситоцин         | Циклические нонапептиды            | Умеренно препятствует формированию долгосрочной памяти                                                             |
| Холецисто-кинин-8 | Декапептид                         | Очень мощный ингибитор пищедобывательного поведения                                                                |
| Нейротензин       | 13 остатков АК                     | Подобно анальгину, вызывает эффекты: обезболивающий (не через опиатные рецепторы), гипотермический и гипотензивный |
| Эндозепин-6       | Гексапептид                        | Ингибирует ГАМКА-рецепторы. Вызывает беспокойство и проконфликтное поведение                                       |
| Пептид дельта сна | Не входит ни в одно из 18 семейств | Сильный снотворный эффект, облегчение стрессовых состояний                                                         |

## Рецепторы
Для каждого нейромодулятора на плазматической мембране клеток-мишеней имеются рецепторы. В случае эндозепинов рецептором является часть ГАМКА-рецептора; при этом связывание эндозепина блокирует связывание ГАМК и последующее открытие каналов для ионов Cl-.
Рецепторы эндорфинов (опиоидные рецепторы) также не отличаются абсолютной специфичностью: кроме соответствующих неиропептидов, с ними могут связываться наркотические вещества (морфин, кодеин и прочие непептидные опиоиды). Об этом свидетельствует само название данных рецепторов. Опиоидные рецепторы прочно встроены в плазмалемму и контактируют с определенным трансмиттерным белком, передающим сигнал на внутреннюю поверхность плазмалеммы. Иными словами, механизм действия эндорфинов соответствует той же схеме, по которой действует подавляющее большинство гидрофильных сигнальных молекул. То же, видимо, можно сказать и о прочих нейромодуляторах.